# سياسة التأشيرات في سوريا

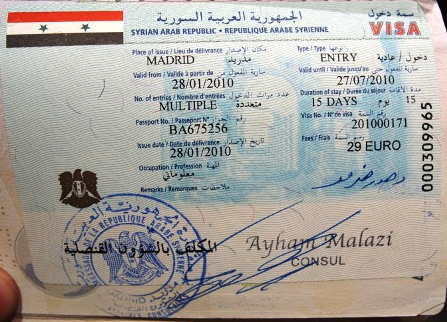
تأشيرة سورية في 2010

قبل بداية الحرب المدمرة في سوريا عام 2011، كان مواطنو العديد من الدول الآسيوية والأوروبية والأفريقية والأمريكية يمكنهم زيارة البلاد من دون تأشيرة أو الحصول على تأشيرة عند وصولهم. بدأت سوريا بالتدريج بإلغاء دخول وتأشيرة الدخول والتأشيرة عند الوصول للعديد من الدول وفي عام 2014، أعلنت السلطات السورية رسمياً عن تقديم نظام تأشيرة لجميع الدول. رغم ذلك، حتى الآن، يستطيع بعض مواطني بعض الدول الدخول إلى سوريا بدون تأشيرة أو الحصول على تأشيرة عند الوصول.

## التأشيرة غير مطلوبة
على الرغم من التصريحات الرسمية من الحكومة السورية، أنه منذ عام 2014 على جميع مواطني جميع الدول الحصول على تأشيرة لدخول سوريا يسمح للدول التالية الدخول إلى سوريا بدون تأشيرة.
- البحرين
- الأردن
- الكويت
- لبنان
- سلطنة عمان
- قطر
- الإمارات العربية المتحدة

يمكن لمواطني الدول التالية زيارة سوريا من دون تأشيرة معظم الأحيان لكن يُطلب من بعضهم الحصول على التأشيرة مسبقاً
- الجزائر
- جزر القمر
- موريتانيا
- السعودية
- السودان
- تونس
- تركيا
- اليمن

يمكن للمواطنات في هذه الدول فقط زيارة سوريا من دون تأشيرة:
- المغرب

مواطنو الدول التالية غير المقيمين في بلادهم يمكنهم دخول سوريا بدون تأشيرة أو العبور عبرها إلى بلد ثالث.
- العراق
- ليبيا
- الصومال

## تأشيرة عند الوصول
حتى عام 2014، لم يحتج مواطنو جمهوريات الاتحاد السوفيتي سابقاً (باستثناء جمهوريات البلطيق) وإيران، وبعض الدول الآسيوية والأفريقية والأوروبية والأمريكية، وكل بلدان العالم العربي إلى تأشيرة لدخول سوريا. وفقاً لاتحاد النقل الجوي الدولي التي تقدّم معلومات من الحكومات الوطنية، بالرغم من حاجة الحكومة السورية رسمياً في الحصول على تأشيرة قبل الوصول، لا تزال التأشيرة عند الوصول سارية المفعول لدى مواطني أرمينيا وأذربيجان ومصر وإيران وكازاخستان وقيرغيزستان وماليزيا وروسيا وطاجكستان وأوزباكستان لكن بعد اشتداد الحرب الأهلية، بعض مواطني هذه الدول حُرموا من الحصول على تأشيرة عند الوصول «لأسباب أمنية» ويطلبون من مواطنين هذه البلاد الحصول على تأشيرة سورية مسبقًا.
- أرمينيا
- أذربيجان
- بيلاروس
- الصين
- كوبا
- جيبوتي
- مصر
- هونغ كونغ
- إيران
- كازاخستان
- قيرغيزستان
- لاوس
- ماكاو
- ماليزيا
- نيكاراغوا
- كوريا الشمالية
- روسيا
- صحراويون
- طاجيكستان
- تركمانستان
- أوزبكستان
- فنزويلا
- فيتنام

حتى 2015 وحتى 2020 على التوالي، كان بإمكان مواطني أوكرانيا ومولدوفا الحصول على تأشيرة عند الوصول أيضًا لكن بسبب التوجهات الداعمة للغرب والمناهضة لروسيا في هذين البلدين تم إيقاف تأشيرة الوصول.

## الدخول ممنوع
مواطنو دولة إسرائيل ممنوعون من دخول الجمهورية السورية العربية بسبب عدم الاعتراف بهذه الدولة، وبناءً على ذلك، جواز سفر هذه الدولة من قبل سوريا، والتي تعتبر إسرائيل دولة معادية. يُمنع الدخول إلى سوريا من قبل ممّن يحملون جوازات سفر أو وثائق سفر أخرى لكل الدول التي تحتوي على تأشيرة أو ختم دخول أو خروج لإسرائيل أو أي معلومات عن أن الشخص ذهب إلى إسرائيل أو مؤشر على أي اتصال مع دولة إسرائيل.
وأيضاً، رغم العلاقات الودية، يُمنع على مواطني دولة فلسطين الدخول إلى سوريا معظم الأحيان «لأسباب تتعلق بالأمن القومي»، ويُطلب من أصحاب جواز سفر السلطة الفلسطينية مقدماً الحصول على تصريح خاص لدخول سوريا.
- إسرائيل
- قبرص الشمالية
- كوسوفو
- صوماليلاند
- جمهورية أرتساخ
- ترانسنيستريا

## الإحصاءات
قبل اندلاع الحرب الأهلية السورية عام 2011، كانت سوريا من أكثر الوجهات السياحية شعبية في الشرق الأوسط. بدأت السياحة ودخول الأجانب إلى «سوريا» بشكل عام بالتطور خاصة منذ أواخر التسعينات. دخل الأجانب إلى سوريا ليس لزيارة الأقارب أو الأصدقاء فحسب، بل أيضاً من أجل السياحة والعلاج الطبي والحج إلى المواقع الإسلامية والمسيحية، وللتجارة، حيث أصبحت سوريا مركزاً تجارياً مهماً للدول المحيطة. سوريا كانت مشهورة خاصة بالنسبة إلى مواطني تركيا وإيران، ودول العالم العربي وأوروبا وجنوب آسيا، وكذلك جميع بلدان المناطق ما بعد الاتحاد السوفيتي كوسيلة سفر حسب الميزانية ونقطة تسوق بالنسبة إلى التجار.